# Brillantes del Zulia
Brillantes del Zulia es un equipo profesional de baloncesto venezolano con sede en Maracaibo, estado Zulia. Compiten en la Conferencia Occidental de la Superliga Profesional de Baloncesto (SPB) y disputan sus partidos como locales en el Gimnasio Pedro Elías Belisario Aponte.

## Historia
Fundado en 2019 como club deportivo profesional y bajo el nombre «Brillantes de Maracaibo», inició su andar profesional participando en la Serie A de baloncesto. Con el fin de la Liga Profesional de Baloncesto —la liga más importante del país— y la creación de la Superliga de Baloncesto, se unió a esta última en 2020. En 2021 cambia su nombre a «Brillantes del Zulia».

## Pabellón
El Gimnasio Pedro Elías Belisario Aponte es un domo o gimnasio cubierto multiusos ubicado en el municipio Maracaibo de la ciudad homónima específicamente en la avenida 25 con prolongación circunvalación 2, con calle 77, 5 de Julio, en el estado Zulia al occidente de Venezuela. Es una instalación deportiva de propiedad pública administrada por el Instituto Nacional de Deportes (IND), que es usada por el equipo, como su sede dentro de la Superliga Profesional de Baloncesto de Venezuela, con el cual comparte localía con Gaiteros del Zulia. Posee silletería, camerinos, aire acondicionado, salas sanitarias, áreas administrativas y pizarra electrónica.
El recinto fue bautizado así en honor de un dirigente deportivo venezolano, Pedro Elías Belisario Aponte exaltado al Salón de la Fama del Deporte Venezolano en 1991.

## Jugadores

### Plantilla 2022
| Num                        | Nac.                 | Jugador        | Pos | Altura | Edad    |
|                            | Bandera de Argentina | Lisandro Rasio | AP  | 1,98 m | 34 años |
| Entrenador: Gustavo García |                      |                |     |        |         |